# Ángulos complementarios

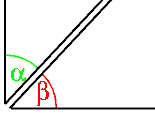
Los ángulos α y β son complementarios.

Los ángulos complementarios por defecto  o, simplemente, ángulos complementarios, son aquellos ángulos cuyas medidas suman {\displaystyle 90^{\circ }} grados sexagesimales.
Esto implica que, dados dos ángulos complementarios que sean a su vez consecutivos, los lados no comunes de estos formarán un ángulo recto.

## Ejemplos
- El ángulo complementario de {\displaystyle \alpha }, teniendo {\displaystyle \alpha } una amplitud de {\displaystyle 70^{\circ }}, será un ángulo {\displaystyle \beta } con una amplitud igual a la diferencia entre {\displaystyle \alpha } y {\displaystyle 90^{\circ }}:

{\displaystyle \beta =90^{\circ }-70^{\circ }=20^{\circ }}
por tanto el ángulo {\displaystyle \beta } es el complementario de {\displaystyle \alpha } ya que {\displaystyle \alpha +\beta =90^{\circ }}.
- El triángulo rectángulo tiene dos ángulos complementarios puesto que al ser triángulo se tiene que {\displaystyle 180^{\circ }=90^{\circ }+\alpha +\beta } por tanto {\displaystyle 90^{\circ }=\alpha +\beta }.

- La diagonal de un rectángulo también configura ángulos complementarios con los lados adyacentes.